# Michael Ludwig (vívó)
Michael Ludwig (Bécs, 1972. december 19. –) Európa-bajnok osztrák tőrvívó, aki az atlantai olimpián negyedik helyezést ért el.

## Sportpályafutása
Az Osztrák Vívószövetség vívója volt, és főként a BSFZ Südstadtban edzett Szlovenszky Lajos, majd Gerd Salbrechter irányításával. A 2005/06-os szezon után Michael Ludwig visszavonult az aktív vívástól. Ebben a szezonban bronzérmet nyert a koppenhágai világkupán, és a legjobb 32 között végzett a párizsi Grand Prix-n (ahol kikapott az osztrák Mortiz Hinterseertől). A 2006-os torinói világbajnokságon a legjobb 64 közé jutásért folytatott harcban egy előnyt követően kikapott Szabados ellen. A 2006/07-es szezonban ismét a velencei világbajnokságon küzdött, de ismét nem jutott be a legjobb 64 közé. Legnagyobb sikereit az Európa-bajnokságokon aratta. Ott összesen nyolc érmet nyert, köztük az 1992-es Európa-bajnokságon egyéniben aranyérmet. Három olimpiai szereplése során a legjobb eredménye egy negyedik hely volt a csapattal 1996-ban Atlantában.

## Fordítás
Ez a szócikk részben vagy egészben  a   Michael Ludwig című német Wikipédia-szócikk fordításán alapul.  Az eredeti cikk szerkesztőit annak laptörténete sorolja fel. Ez a jelzés csupán a megfogalmazás eredetét és a szerzői jogokat jelzi, nem szolgál a cikkben szereplő információk forrásmegjelöléseként.